# 순흠황후
순흠황후 술률씨(淳欽皇后 述律氏, 879년 10월 19일 ~ 953년 8월 1일)은 요나라 태조(太祖) 야율 아보기(耶律 阿保機)의 황후이며 술률 파고(述律 婆姑)의 딸이다. 이름은 술률 평(述律 平)이다. 과단성을 지녔고 계책을 세우는 데 뛰어났다고 전해진다.

## 생애

### 황후 재위기
중국에서는 당나라가 멸망한 후 여러 세력이 할거하고 있었는데, 유주(幽州)에는 당나라의 노룡 절도사(盧龍節度使)였던 유수광(劉守光)이 911년 자립하여 나라 이름을 대연(大燕, 훗날 걸연(桀燕)이라고도 불림)이라 하고 스스로 연왕(燕王)이라 칭했다.
후량(後梁)의 진왕(晋王) 이존욱(李存勖)이 유주를 공격해 와서 궁지에 몰리게 되자, 유수광은 자신의 녹사참군(錄事參軍) 한연휘(韓延徽)를 보내 구원을 청했다. 그러나 한연휘가 야율아보기에게 무릎꿇지 않자 야율아보기는 화를 내며 말먹이꾼으로 삼으려 했다. 술률평은 한연휘가 지략에 뛰어나고 문장에 능한 인물임을 알아차리고 야율아보기에게 한연휘는 절개를 굽히지 않는 사람이니 마땅히 예로써 대하는 것이 옳다고 충고하였다. 이후 요나라의 신하가 된 한연휘는 모사(謀士)로서 야율아보기에게 큰 도움이 되었으며 재상의 자리까지 올랐다. 916년 응천대명지황후(應天大明地皇后) 라는 칭호를 받았다.
917년 야율아보기가 유주를 공격하기 위해 화공(火攻)을 쓰려 했으나 술률평은 유주의 상황을 껍질 없는 나무에 비유하며 성을 포위한 채 주위의 재물을 약탈하면 성의 식량이 떨어질 것이라고 조언했다. 그러나 유주의 수비군이 완강하게 저항하는 바람에 유주를 점령하지는 못했다.

### 황태후 섭정 시기
926년 야율아보기가 죽자 섭정(攝政)을 하며 조정을 장악했다. 술률평은 장차 나라에 화근이 될 만한 사람들을 제거할 생각으로 내심 껄끄럽게 여기는 장수들과 그 부인들을 한자리에 불러모으고는 선황제가 그리우냐고 물었다. 그들이 그렇다고 대답하자 그렇다면 마땅히 저승에 가 뵈어야 마땅하다면서 그들을 모두 죽였다. 또 권력을 바탕으로 횡포를 부리는 자들도 선황제께 내 안부를 전하라면서 백여 명을 계속 죽였다. 마지막으로 조사온(趙思溫)을 죽이려 들자 조사온은 기지를 발휘하여 선황제와 가장 가까운 사이였던 황후께서 먼저 순장되시면 따라 죽겠다고 했다.이에 술률평은 어린 황제를 보필해야해서 아직 죽을 순 없다며 대신 자신의 한쪽 팔을 잘라 야율아보기의 무덤에 묻도록 했다.덕분에 조사온은 죽음을 면하였다.
926년 9월, 술률평은 여러 추장들을 불러모으고 맏아들 야율돌욕(耶律突欲)과 둘째아들 야율요골(耶律堯骨)에게 각각 말을 타고 서 있게 한 다음 황제가 되기에 적합한 사람의 말고삐를 붙잡으라고 했다. 추장들은 술률평의 마음이 야율요골에게 있는 것을 눈치채고 있었으므로 야율요골의 말고삐를 잡았고, 이리하여 야율요골이 요나라의 2대 황제 태종(太宗)이 되고 술률평도 태후가 되었다. 신하들에게서 광덕지인소열숭간응천황태후(廣德至仁昭烈崇簡應天皇太后)라는 존호(尊號)를 받았다.
후진(後晋)의 2대 출제(出帝) 석중귀(石重貴)는 그의 큰아버지 고조(高祖) 석경당(石敬瑭)과 달리 요나라의 신하로 칭하는 것을 거부하여 945년 야율요골이 직접 공격에 나섰으나 후진군에 패했다. 술률평은 화친을 맺자고 했지만 야율요골은 따르지 않았다. 946년 후진이 공격해오자 야율요골은 이를 격파하고 여세를 몰아 개봉(開封)을 점령한 다음 석중귀를 사로잡아 요나라로 보냈다. 그러나 점차 중국인들의 반격이 거세지자 개봉을 포기하고 본국으로 돌아오던 중 병으로 죽었다. 술률평은 아들의 시신을 보고도 화친을 하지 않고 전국의 군사들을 동원하여 정벌에 몰두한 것을 책망하였다.

### 세종과의 내전과 죽음
한편 아직 중국에 남아 있던 요나라 진영에서 야율돌욕의 아들 야율올욕(耶律兀欲)이 장수들의 추대를 받아 황제로 등극하니 이가 요나라 세종(世宗)이다. 그러나 이는 태후인 술률평의 동의 없이 이루어진 것이어서 야율올욕은 몹시 불안해했다. 결국 태후와 맞설 생각을 품고 군사들을 이끌고 수도 상경임황부(上京臨潢府)로 쳐들어갔다. 분노한 술률평은 군사를 동원하여 석교(石橋)에서 싸웠으나 야율올욕에게 대패하였다. 결국 손자에 의해 야율아보기의 능묘에 갇혔고, 953년에 죽었다. 죽은 후 야율아보기와 합장(合葬)되었고 시호(諡號)는 정렬황후(貞烈皇后)이며, 훗날 순흠황후(淳欽皇后)로 고쳐졌다.